# فشار جزئی دی اکسید کربن

مولکول دی اکسید کربن

فشار جزئی دی اکسید کربن (به انگلیسی: PCO2) بیانگر مقدار گاز دی اکسید کربن اندازه‌گیری شده در خون است. اندازه‌گیری میزان PaCO2 در دستگاه گردش خون اثربخشی دم و بازدم در ریه‌ها را نشان می‌دهد. در صورتِ افزایش فشار دی‌اکسید کربن جریان خون بافتی افزایش می‌یابد.

## مقیاس
- محدوده ۳۵–۴۵ میلیمتر جیوه بازهٔ قابل پذیرش و نرمال است.
- اگر PCO2 کمتر از ۳۵ میلیمتر جیوه باشد بیمار هایپرونتیلیشن و اگر pH (غلظت هیدروژن) بیشتر از ۷٫۴۵, مربوط به آلکالوز تنفسی است.
- اگر PCO2 بالاتر از ۴۵ میلیمتر جیوه باشد بیمار است و اگر pH کمتر از ۷٫۳۵ است در اسیدوز تنفسیاست.[۲][۳]